# 발연통

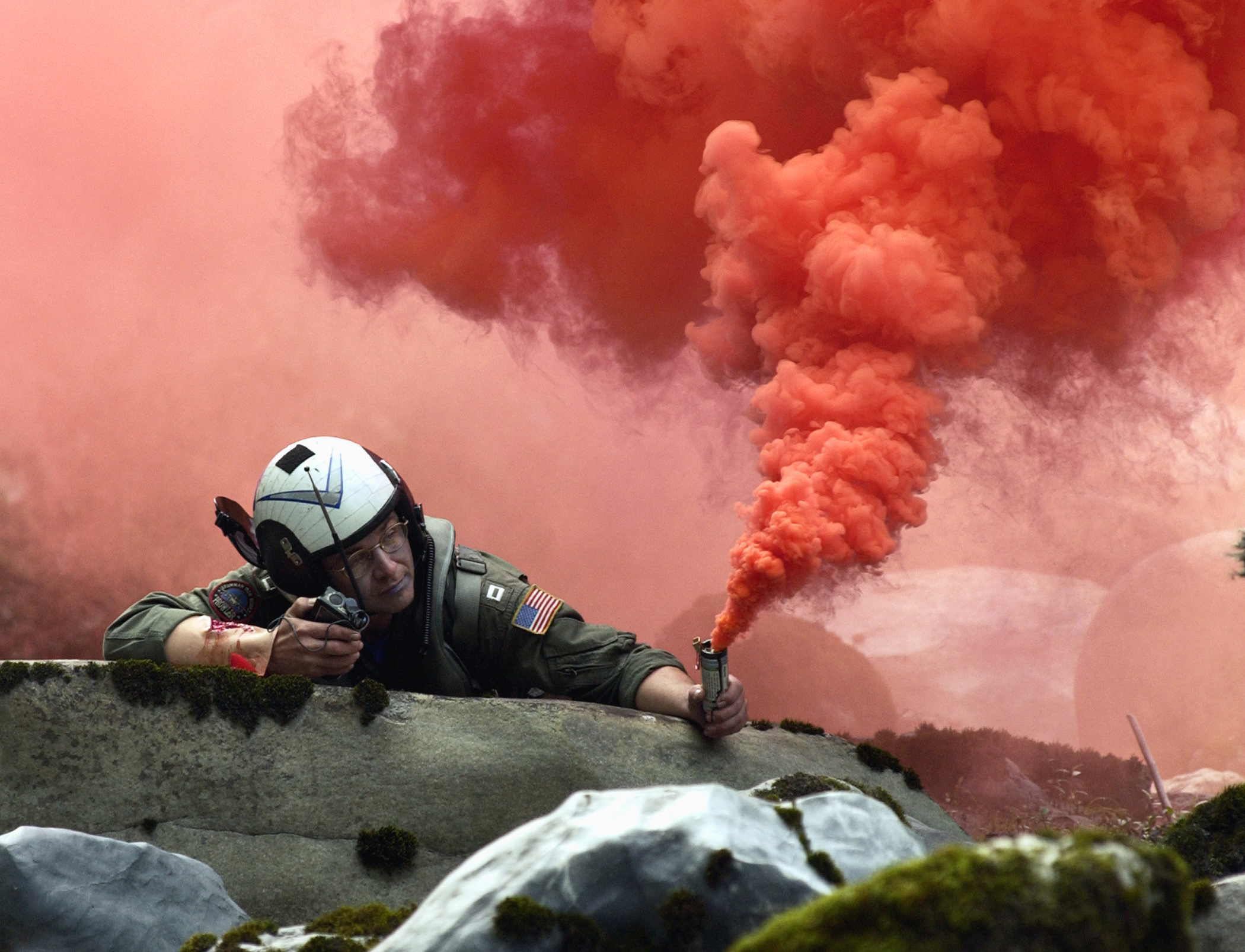
발연통을 군인

## 용도,사용
- 산악이나 해상에서의 조난 시
- 군사용 용도는 다음과 같은 용도로 사용된다. 또한, 수류탄과 포탄으로 사용되는 것은 연막탄으로 불린다.
  - 적으로부터 은폐
  - 포격 목표 지시
  - 연기 색깔 개수를 이용한 명령, 정보 전달
- 유럽과 일본의 일부 축구 경기 응원에도 사용된다.